# Ихтиоз
Ихтиозы (от греч. ἰχθύς «рыба») — это группа наследственных заболеваний кожи, которая характеризуется нарушениями ороговения. Различают несколько клинических форм, обусловленных различными группами мутировавших генов, биохимический дефект которых окончательно не расшифрован. Придают большое значение недостаточности витамина A, эндокринопатиям (гипофункции щитовидной железы, половых желёз). Синонимы: кератома диффузная. Патологический процесс — гиперкератоз — приводит к появлению на коже чешуек, напоминающих рыбью чешую. Ороговение выражено в различной степени — от едва заметной шероховатости кожи, до тяжелейших изменений эпидермиса, порой несовместимых с жизнью.

## Этиопатогенез
Все формы ихтиоза обостряются зимой под влиянием холодного сухого воздуха. Летом, в тёплую влажную погоду, отмечается улучшение. В тропическом климате заболевание может протекать бессимптомно, но при переезде на север оно обязательно проявится или обострится.
Для постановки диагноза достаточно клинической картины.

## Возникновение и развитие болезни
В основе многих форм ихтиоза лежат мутации либо нарушения экспрессии генов, кодирующих различные формы кератина. При ламеллярном ихтиозе наблюдается недостаточность трансглутаминазы кератиноцитов и пролиферативный гиперкератоз (гиперплазия базального слоя эпидермиса, ускоренное продвижение кератиноцитов от базального слоя к поверхности кожи). Для Х-сцепленного и обыкновенного ихтиоза характерен ретенционный гиперкератоз (упрочение связей между клетками и задержка отторжения роговых чешуек) и увеличение потерь воды через кожу. При Х-сцепленном ихтиозе наблюдается недостаточность стеролсульфатазы. При эпидермолитическом ихтиозе нарушение дифференцировки кератиноцитов и продукция дефектного кератина приводят к вакуолизации верхних слоёв эпидермиса, образованию пузырей и утолщению рогового слоя (это — акантокератолитический гиперкератоз).

## Лечение
- Увлажнение рогового слоя эпидермиса. Мягкость рогового слоя эпидермиса зависит от содержания в нём воды. Для увлажнения кожи принимают ванны, после чего смазывают кожу вазелином. Задержанию воды в роговом слое способствуют также кремы с мочевиной.
- Применением кератолитических средств. Эффективны препараты, содержащие пропиленгликоль, борный вазелин и молочную кислоту; их применяют без окклюзионных повязок. Хорошо помогает препарат, содержащий салициловую кислоту (6%), пропиленгликоль (60%) и этанол (20%), который используют с окклюзионной повязкой. Молочная и гликолевая кислоты уменьшают шелушение. Эффективны препараты, содержащие мочевину (2—20%), некоторые из них содержат и молочную кислоту.
- Ретиноиды: изотретиноин, ацитретин иэт-ретинат принимают внутрь; они эффективны при всех формах ихтиоза. Ретиноиды — это витамин A и его аналоги, которые широко применяются для лечения большой группы кожных заболеваний. В тяжёлых случаях ретиноиды принимают длительно, время от времени делая перерывы. За больным постоянно наблюдают, чтобы вовремя выявить токсическое действие препарата.

## У других животных
Ихтиоз или ихтиозоподобные расстройства существуют у нескольких видов животных, включая крупный рогатый скот, кур, лам, мышей и собак   .
Ихтиоз различной степени тяжести хорошо документирован у некоторых популярных пород собак домашних собак.
Наиболее распространенными породами, страдающими ихтиозом собак, являются золотистые ретриверы, Американский бульдог, джек-рассел-терьерыы и кэрн-терьеры.

## В художественной литературе
- Артур Конан Дойль. «Человек с белым лицом»;
- Мишель Фейбер. «Багровый лепесток и белый».
- Дж. Р. Р. Мартин. «Песнь льда и пламени».
- Бернар Миньер. «Сёстры».
- Убийца-Крок; DC COMICS
- Осаму Тэдзука. «Black Jack»

## Некоторые разновидности
Существует много форм ихтиоза и целый ряд редких синдромов (даже смотря на то, что в любом случае ихтиоз и так достаточно редкое заболевание), включающих ихтиоз как один из симптомов, к примеру, Синдром Ноя-Лаксовой. Дерматологи различают, по крайней мере, двадцать восемь различных форм заболевания одни из них на данный момент:
- Обыкновенный ихтиоз;
- Х-сцепленный ихтиоз;
- Ламеллярный ихтиоз;
- Ихтиозиформная эритродермия буллёзная (Брока);
- Болезнь Дарье — Уайта;

Негенетический ихтиоз:
- Приобретённый ихтиоз

Наиболее тяжёлые формы:
- Ихтиоз Арлекина;
- Синдром Ноя-Лаксовой